# William M. Bunn

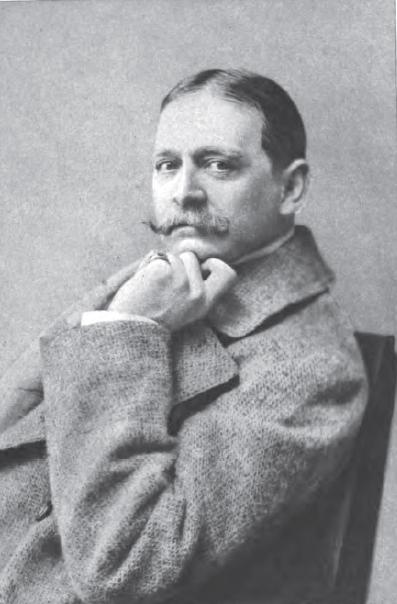
William Malcolm Bunn

William Malcolm Bunn (* 1. Januar 1842 in Philadelphia, Pennsylvania; † 19. September 1923 ebenda) war ein US-amerikanischer Politiker und von 1884 bis 1885 Gouverneur im Idaho-Territorium.

## Frühe Jahre und politischer Aufstieg
William Bunn wuchs in Pennsylvania auf und nahm als Angehöriger einer Infanterieeinheit aus diesem Staat am Bürgerkrieg teil. Dabei wurde er zwischenzeitlich verwundet. Im Jahr 1862 war er für einige Monate in Richmond in Kriegsgefangenschaft, ehe er ausgetauscht wurde. Später arbeitete er als Händler und wurde Mitglied der Nationalgarde, in deren Reihen er bis zum Oberst aufstieg. Dann stieg Bunn in den holzverarbeitenden Betrieb seiner Brüder ein. 
Bunn wurde Mitglied der Republikanischen Partei. In den folgenden Jahren war er Delegierter auf zahlreichen Parteiversammlungen in Pennsylvania und einigen Republican National Conventions. Zwischen 1868 und 1870 war er Abgeordneter im Repräsentantenhaus von Pennsylvania. Bunn war auch als Notar und Testamentsvollstrecker tätig. Im Jahr 1878 erwarb er die Zeitung "Sunday Transcript", die er dann selbst herausgab.

## Territorialgouverneur in Idaho
Im Jahr 1884 wurde Bunn von seinem Parteifreund, dem damaligen Präsidenten Chester A. Arthur, zum neuen Gouverneur des Idaho-Territoriums ernannt. Dieses Amt übte Bunn von 1884 bis 1885 aus. In dieser Zeit wurde ein Gesetz vorbereitet, das den Beitritt des Territoriums als Bundesstaat in die Vereinigten Staaten vorsah. An dem Entwurf war der Gouverneur persönlich beteiligt. Allerdings konnte dieses Gesetz nicht in Kraft treten, weil der seit März 1885 amtierende neue Präsident Grover Cleveland seine Zustimmung verweigerte. Daher konnte Idaho erst nach dem Ende von Clevelands erster Amtszeit unter dem neuen Präsidenten Benjamin Harrison in die Union aufgenommen werden.
Als Territorialgouverneur verlangte Bunn eine Versicherung von allen Wählern, dass diese keine Polygamisten waren. Diese Maßnahme war gegen die Mormonen gerichtet. Nach dem bereits erwähnten Regierungswechsel in Washington wurde William Bunn durch Edward A. Stevenson ersetzt.

## Weiterer Lebenslauf
Nach dem Ende seiner Zeit im Idaho-Territorium kehrte Bunn nach Pennsylvania zurück, wo er wieder im Zeitungsgeschäft tätig war. Er wurde auch als Kunstsammler und Gastredner bekannt. William Bunn starb im Jahr 1923 in seiner Geburtsstadt Philadelphia.